# فرودگاه شهری وودباین (نیوجرسی)
فرودگاه شهری وودباین (نیوجرسی)  (به انگلیسی: Woodbine Municipal Airport (New Jersey))  یک فرودگاه همگانی باربری  است که یک باند فرود آسفالت دارد و طول باند آن ۱۰۰۷ متر است. این فرودگاه در  کشور ایالات متحده آمریکا قرار دارد و در ارتفاع ۱۳ متری از سطح دریا واقع شده است.